# مون هي-سنغ
مون هي-سنغ هو سياسي كوري جنوبي، ولد في 3 مارس 1945 في أويجيونغبو في كوريا الجنوبية. نشط حزبياً في الحزب الديمقراطي الكوري.

## مناصب
- انتخب عضو الجمعية الوطنية الكورية الجنوبية  [لغات أخرى]‏ خلال فترته النيابية  [لغات أخرى]‏ (30 مايو 1992 – 29 مايو 1996).
- انتخب عضو الجمعية الوطنية الكورية الجنوبية  [لغات أخرى]‏ خلال فترته النيابية  [لغات أخرى]‏ (30 مايو 2000 – 7 مارس 2003).
- انتخب عضو الجمعية الوطنية الكورية الجنوبية  [لغات أخرى]‏ عن دائرة  خلال فترته النيابية  [لغات أخرى]‏ (30 مايو 2004 – 29 مايو 2008).
- انتخب عضو الجمعية الوطنية الكورية الجنوبية  [لغات أخرى]‏ عن دائرة  خلال فترته النيابية  [لغات أخرى]‏ (30 مايو 2008 – 29 مايو 2012).
- انتخب عضو الجمعية الوطنية الكورية الجنوبية  [لغات أخرى]‏ عن دائرة  خلال فترته النيابية  [لغات أخرى]‏ (30 مايو 2012 – 29 مايو 2016).
- انتخب Speaker of the National Assembly (South Korea) [الإنجليزية]‏ خلال فترته النيابية  [لغات أخرى]‏ (13 يوليو 2018 – 29 مايو 2020).
- انتخب عضو الجمعية الوطنية الكورية الجنوبية  [لغات أخرى]‏ عن دائرة  خلال فترته النيابية  [لغات أخرى]‏ (30 مايو 2016 – 29 مايو 2020).